# Люксембург на летних Олимпийских играх 1900
Люксембург впервые участвовал на летних Олимпийских играх 1900 и был представлен одним спортсменом в лёгкой атлетике, который победил в одной дисциплине. Однако МОК официально не включает в список стран-участниц это государство, поэтому первым выступлением считается 1912 год и награда официально присуждена другой стране.

## Медалисты

### Золото
| Золото |              |                           |
| №      | Спортсмены   | Вид спорта (дисциплина)   |
| 1      | Мишель Теато | Лёгкая атлетика (марафон) |

## Результаты соревнований

### Лёгкая атлетика
| Соревнование | Спортсмен    | Финал     | Финал |
| Соревнование | Спортсмен    | Результат | Место |
| ------------ | ------------ | --------- | ----- |
| Марафон      | Мишель Теато | 2:59:45,0 | 1     |